# Cephaloscymnus laevis
Cephaloscymnus laevis är en skalbaggsart som beskrevs av Gordon 1970. Cephaloscymnus laevis ingår i släktet Cephaloscymnus och familjen nyckelpigor. Inga underarter finns listade i Catalogue of Life.